# Ralph Bryans
Ralph Bryans (Belfast, Irlanda del Norte, Reino Unido, 7 de marzo de 1941 - Escocia, Reino Unido, 6 de agosto de 2014) fue un piloto de motociclismo británico. Bryans es el único norirlandés campeón del mundo de motociclismo, ya que ganó el título de 50cc en 1965.

## Biografía
Bryans comenzó a conducir en un BSA Bantam cuando trabajaba como aprendiz de montador a los dieciséis años. Debutó en su primera carrera, la Tandragee 100, en la que era un préstamo de Ambassador 199 cc. Para la temporada de 1960, instaló un motor Triumph Terrier 150 cc en un cuadro Bantam, ganando el 1960 Irish 200 cc Championship.
Para la temporada de 1961, Bryans dio el salto a la Manx Norton de 350 cc provisto por el patrocinador James Wilson, un corredor de seguros, aprendiendo aún más de sus compañeros Tommy Robb, Dick Creith y George Purvis. En 1962, Bryans participó por primera vez en TT Isla de Man y más tarde en Gran Premio de Ulster donde acabó noveno en la clase 350 cc montando una Wilson - Norton y décimo en la clase 500 cc en una Reg Dearden Manx Norton.
En diciembre de 1962, Bryans aceptó pilotar la Norton durante 1963, cuando Jim Redman lo notó por primera vez en el Gran Premio de Ulster. Bultaco firmó a Bryans para 1964 pero permitió que posteriormente Bryans aprovechara una oferta de Honda para montar máquinas de fábrica en 1964 durante el cual quedó en segundo lugar en la clase de 50 cc y tercero en las carreras de 125 cc. En 1965, Bryans ganaría tres carreras y dos segundos puestos lo que le permitiría proclamarse campeón del mundo de los 50 cc.
Después de una breve enfermedad, Bryans murió en su casa de Escocia a la edad de 72 años.

## Resultados en el Campeonato del Mundo
Sistema de puntuación desde 1950 hasta 1968:
| Posición | 1.º | 2.º | 3.º | 4.º | 5.º | 6.º |
| Puntos   | 8   | 6   | 4   | 3   | 2   | 1   |

### Carreras por año
(Clave) (negrita indica pole position) (cursiva indica vuelta rápida)

| Año  | Clase | Equipo        | 1       | 2       | 3       | 4       | 5      | 6       | 7       | 8     | 9      | 10      | 11    | 12      | 13    | Pts | Pos  | Vic. |
| ---- | ----- | ------------- | ------- | ------- | ------- | ------- | ------ | ------- | ------- | ----- | ------ | ------- | ----- | ------- | ----- | --- | ---- | ---- |
| 1962 | 50cc  | Benelli       | ESP -   | FRA -   | IOM 15  | NED -   | BEL -  | GER -   |         | DDR - | NAT -  | FIN -   | ARG - |         |       | 0   | -    | 0    |
| 1962 | 500cc | Wilson Norton |         |         | IOM Ret | NED -   |        |         | ULS 10  | DDR - | NAT -  | FIN -   |       |         |       | 0   | -    | 0    |
| 1963 | 125cc | Honda         | ESP -   | GER -   | FRA -   | IOM 9   | NED -  | BEL -   | ULS -   | DDR - | FIN -  | NAT -   | ARG - | JPN -   |       | 0   | -    | 0    |
| 1963 | 250cc | Benelli       | ESP -   | GER -   |         | IOM Ret | NED -  | BEL -   | ULS -   | DDR - |        | NAT -   | ARG - | JPN -   |       | 0   | -    | 0    |
| 1963 | 500cc | Norton        |         |         |         | IOM -   | NED -  | BEL -   | ULS 5   | DDR - | FIN -  | NAT -   | ARG - |         |       | 2   | 14.º | 0    |
| 1964 | 50cc  | Honda         | USA Ret | ESP Ret | FRA Ret | IOM 2   | NED 1  | BEL 1   | GER 1   |       |        | FIN Ret |       | JPN 1   |       | 30  | 2.º  | 3    |
| 1964 | 125cc | Honda         | USA -   | ESP -   | FRA DNS | IOM 3   | NED 3  |         | GER Ret | RDA 8 | ULS 3  | FIN 2   | NAT 4 | JPN Ret |       | 21  | 5.º  | 0    |
| 1964 | 250cc | Honda         | USA -   | ESP -   | FRA -   | IOM -   | NED -  | BEL -   | GER -   | DDR - | ULS 3  |         | NAT - | JPN -   |       | 4   | 14.º | 0    |
| 1965 | 50cc  | Honda         | USA -   | GER 1   | ESP 2   | FRA 1   | IOM NC | NED 1   | BEL 5   |       |        |         |       |         | JPN 2 | 36  | 1.º  | 3    |
| 1965 | 125cc | Honda         | USA -   | GER Ret | ESP Ret | FRA Ret | IOM 6  | NED Ret |         | RDA - | CZE -  | ULS 4   | FIN 4 | NAT -   | JPN 3 | 11  | 8.º  | 0    |
| 1965 | 250cc | Honda         | USA -   | GER -   | ESP -   | FRA -   | IOM -  | NED -   | BEL -   | RDA - | CZE -  | ULS 5   | FIN 3 | NAT -   | JPN - | 6   | 13.º | 0    |
| 1966 | 50cc  | Honda         | ESP 3   | GER 2   | NED 2   |         |        |         |         | IOM 1 | NAT 2  | JPN -   |       |         |       | 26  | 2.º  | 1    |
| 1966 | 125cc | Honda         | ESP 3   | GER 2   | NED NC  | RDA 6   | CZE 2  | FIN 3   | ULS 2   | IOM 7 | NAT 2  | JPN -   |       |         |       | 32  | 3.º  | 0    |
| 1967 | 250cc | Honda         | ESP 2   | GER 1   | FRA 4   | IOM 3   | NED 3  | BEL 3   | RDA 3   | CZE 4 | FIN NC | ULS 2   | NAT 3 | CAN 3   | JPN 1 | 40  | 4.º  | 2    |
| 1967 | 350cc | Honda         |         | GER -   |         | IOM -   | NED -  |         | RDA -   | CZE - |        | ULS 2   | NAT 1 |         | JPN 2 | 20  | 3.º  | 1    |